# 石川真永
石川 真永（いしかわ の まなが、生没年不詳）は、奈良時代の貴族。姓は朝臣。官位は正五位下・大宰少弐・山陽道検税使。

## 経歴
従五位下に叙爵後、光仁朝の宝亀元年（770年）12月に兵部少輔に任官する。翌宝亀2年（771年）閏3月に兵部少輔を紀古佐美と交替して民部少輔に、同年7月には民部少輔を佐伯久良麻呂と交替して大宰少弐に任じられるなど、短期間に官職を転々とした。なお、宇佐八幡託宣集所引の宝亀4年正月大宰府符に記されている「大宰少弐従五位下石川朝臣真木」については、真永に比定される。
宝亀5年（774年）正月に佐伯久良麻呂らとともに従五位上に昇叙され、同年9月には大宰少弐に再任されている。宝亀7年（776年）正月に正五位下に叙せられると、同月には検税使として山陽道に派遣された。

## 官歴
注記のないものは『続日本紀』による。
- 時期不詳：従五位下
- 宝亀元年（770年） 12月28日：兵部少輔
- 宝亀2年（771年）閏3月1日：民部少輔。7月23日：大宰少弐
- 宝亀5年（774年）正月7日：従五位上。9月4日：大宰少弐（再任）
- 宝亀7年（776年）正月7日：正五位下。同月19日：山陽道検税使